# District de Melk
Le district de Melk est une subdivision territoriale du Land de Basse-Autriche en Autriche.

## Géographie

### Lieux administratifs voisins
|  |  |  |
|  |  |  |
|  |  |  |

## Communes
Le district de Melk est subdivisé en 40 communes :
- Artstetten-Pöbring
- Bergland
- Bischofstetten
- Blindenmarkt
- Dorfstetten
- Dunkelsteinerwald
- Emmersdorf an der Donau
- Erlauf
- Golling an der Erlauf
- Hofamt Priel
- Hürm
- Kilb
- Kirnberg an der Mank
- Klein-Pöchlarn
- Krummnußbaum
- Leiben
- Loosdorf
- Mank
- Marbach an der Donau
- Maria Taferl
- Melk
- Münichreith-Laimbach
- Neumarkt an der Ybbs
- Nöchling
- Persenbeug-Gottsdorf
- Petzenkirchen
- Pöchlarn
- Pöggstall
- Raxendorf
- Ruprechtshofen
- St. Leonhard am Forst
- St. Martin-Karlsbach
- St. Oswald
- Schollach
- Schönbühel-Aggsbach
- Texingtal
- Weiten
- Ybbs an der Donau
- Yspertal
- Zelking-Matzleinsdorf